# Крайдольф, Эрнст
Эрнст Крайдольф (9 февраля 1863[…], Берн — 12 августа 1956[…], Берн) — швейцарский художник. Наиболее известен благодаря написанным и проиллюстрированным им книгам для детей.

## Биография

Эрнст Крайдольф, «Тегервилен» (литография, 1883)

Конрад Эрнст Теофиль Крайдольф (нем. Konrad Ernst Theophil Kreidolf) родился в Берне 9 февраля 1863 года. Получил профессию литографа, работая с 1879 года на предприятии Шмидта-Пехта в Констанце. Обучался в мюнхенской школе прикладного искусства, в частной школе искусств Пауля Науэна и, наконец, в Мюнхенской академии художеств, куда смог поступить со второй попытки и где занимался под руководством Г. Хакля и Л. Лёффца. Оплатить обучение молодой художник сумел благодаря удачной продаже своей работы «Тегервилен» (литография).
Немало картин Крайдольфа связано с мифологическими и литературными сюжетами. Творчество художника включало литографии (в том числе предназначенные для печати иллюстраций к его собственным книгам), пейзажи, произведения религиозной и жанровой живописи. По заказу полиции Мюнхена им была создана серия портретов разыскиваемых правонарушителей.
Начиная с 1898 года издавались собственные книги художника, предназначенные для юной аудитории. Сюжеты об одушевлённых антропоморфных растениях и животных создавались Крайдольфом с глубоким пониманием темы — он увлекался ботаникой, провёл детство на ферме своего деда. Ситуации, в которые попадают растения-персонажи, связаны с их природными особенностями.
В 1955 году художник был награждён швейцарской литературной премией за книги для детей Schweizer Jugendbuchpreis.
Эрнст Крайдольф проживал в Тегервилене, Констанце, Мюнхене, Партенкирхене, Берне. Скончался художник в Берне в 1956 году.

## В культуре
В романе Г. Гессе «Росхальде» цитируется стишок из книги Э. Крайдольфа «Сад мечты» (нем. Der Gartentraum, 1911), который отец читает вслух заболевшему мальчику. Упоминание краткое, но влияние творчества и личности Крайдольфа на судьбу самого Гессе было немаловажным.